# Marta Fernández
Marta Fernández Farrés (Barcellona, 21 dicembre 1981) è un'ex cestista spagnola, professionista nella WNBA.
È la sorella di Rudy Fernández.

## Carriera
Con la Spagna ha disputato i Giochi olimpici di Atene 2004, tre edizioni dei Campionati mondiali (2002, 2006, 2010) e due dei Campionati europei (2003, 2005).

## Palmarès
- WNBA All-Rookie First Team (2007)